# Cour suprême du Zimbabwe
La Cour suprême du Zimbabwe est la plus haute cour d'ordre et la dernière cour d'appel au Zimbabwe.
Le pouvoir judiciaire est dirigé par le juge en chef de la Cour suprême qui, comme les autres juges, est nommé par le président sur avis de la Commission du service judiciaire. Elle est compétente en première instance pour les violations alléguées des droits fondamentaux garantis par la constitution et en appel pour les autres questions.
La Cour suprême est distincte de la Haute Cour du Zimbabwe.

## Affaires notables

### Devagi Rattigan et autres c. Officier en chef de l'immigration et autres (juin 1994)
Devagi Rattigan et autres c. Officier en chef de l'immigration et autres est une affaire centrée sur la question de savoir si une loi sur l'immigration qui refuse la résidence permanente aux maris étrangers de citoyennes zimbabwéennes viole le droit de ces citoyens à la liberté de mouvement dans la Constitution du Zimbabwe. Les trois requérantes sont toutes des citoyennes légales du Zimbabwe, mais chacune d'entre elles est mariée à des hommes qui ne sont pas des citoyens légaux du Zimbabwe. Les trois maris se sont auparavant vu refuser la résidence permanente au Zimbabwe en raison du fait qu'ils ne possèdent aucune des compétences dont le pays avait besoin. 
Le raisonnement du chef de l'immigration est que même si les mariages peuvent être authentiques, la politique gouvernementale stipule que le demandeur principal d'une résidence permanente doit être le mari, à moins que la femme ne soit considérée comme un professionnel hautement qualifié. En outre, un permis de séjour ne peut être accordé aux hommes étrangers que s'ils possèdent une compétence rare et respectent le seuil de leurs finances. 
Les requérantes font valoir que le refus de résidence permanente viole la clause de liberté de mouvement de l'article 22(1) de la Constitution du Zimbabwe. Cette clause suggère que la liberté de mouvement comprend : "Le droit de se déplacer librement dans tout le Zimbabwe, le droit de résider dans n'importe quelle partie du Zimbabwe, le droit d'entrer et de sortir du Zimbabwe et l'immunité d'expulsion du Zimbabwe". Les plaignants font également valoir que la loi impose indirectement des restrictions liée au sexe, car le refus de la résidence permanente de leur mari au Zimbabwe prive simultanément les femmes du droit d'établir leur résidence. 
La Cour suprême du Zimbabwe rend une décision révolutionnaire en 1995 en décidant qu'un mari étranger devrait avoir les mêmes droits de résidence qu'une épouse étrangère. En conséquence directe de cette décision, le gouvernement zimbabwéen ajoute le 14e amendement à la constitution, qui supprime effectivement tous les droits à la citoyenneté basés sur le mariage, ainsi que la suppression de la discrimination fondée sur le sexe . Cette décision est citée et renforcée dans de nombreuses affaires depuis, dont Salem c. Officier en chef de l'immigration et autres.

### Veneria Magaya c. Nakayi Shonhiwa Magaya (mai 1999)
Magaya c. Magaya est connu pour être l'un des affaires qui a eu les impacts les plus profonds sur les droits des femmes africaines. Cette affaire est centrée sur un homme africain intestat mourant et sur la question de savoir lequel de ses enfants immédiats pourrait hériter. Shonhiwa Magaya laisse dans le deuil quatre enfants, dont un seul de sexe féminin, ainsi que deux épouses polygames. Un tribunal communautaire statue d'abord en faveur de la fille aînée, la nommant héritière de la succession. Le deuxième fils de Magaya, Nakayi, contesté cette décision et, après une autre audience, est proclamé héritier du domaine en vertu du droit coutumier, expulsant sa sœur de la propriété de Harare. La fille, Venia, fait rapidement appel devant la Cour suprême du Zimbabwe, contestant la nomination,. 
Après un nouvel appel, la Cour suprême confirme la décision initiale, estimant qu'en vertu des lois coutumières sur les successions, les hommes sont les héritiers dominants. Le tribunal devait également déterminer si ce principe de droit coutumier discriminatoire devait être jugé inconstitutionnel. L'article 23 de la Constitution zimbabwéenne protège les citoyens contre la discrimination fondée sur "la race, la tribu, le lieu d'origine, les opinions politiques, la couleur ou la croyance", mais il ne fait aucune mention de l'interdiction de la discrimination fondée sur le sexe. Cet article particulier exclut la protection de ces questions respectives : "l'adoption, le mariage, le divorce, l'inhumation, la dévolution des biens en cas de décès ou d'autres questions de droit personnel". Bien que la cour fasse une déclaration reconnaissant l'importance de l'avancement du genre, elle soutient que les lois coutumières fondamentales sont la pierre angulaire de la société et de la tradition africaines, et sont donc difficiles à rejeter. De plus, la cour fait valoir que les questions dans ce domaine devraient être attribuées aux législateurs, et non aux tribunaux. 
Les détracteurs de cette décision déclarent qu'elle devrait être considérée comme invalide en vertu à la fois du droit international et du droit constitutionnel du Zimbabwe. De nombreux détracteurs des pratiques culturelles zimbabwéennes suggèrent que même si la Cour suprême avait pris en considération les droits de l'homme, la même décision aurait très probablement été prise. À l'époque, la loi zimbabwéenne sanctionne si distinctement la discrimination fondée sur le sexe que l'affaire allait inévitablement être tranchée comme elle l'était. Cette affaire reste toujours importante et reste en question dans toute l'Afrique australe, car elle est devenue un stimulus de mobilisation parmi les groupes qui disent qu'elle a violé les droits de l'homme ainsi que la Constitution du Zimbabwe,. 

### Chavunduka c. Ministre de l'intérieur (mars 2000)
Chavunduka c. Ministre de l'intérieur est une affaire qui concerne la publication de ce qui est considéré par le défendeur comme une "fausse nouvelle". Cette affaire tombe d'abord dans la sphère publique lorsque le journaliste chevronné, Raymond Choto, et le rédacteur en chef, Mark Chavunduka, d'un journal zimbabwéen intitulé The Standard sont placés en garde à vue et arrêtés après avoir publié un article traitant d'un coup d'État raté intitulé "Officiers supérieurs de l'armée arrêtés". L'affirmation générale de cet article est que le coup d'État a été causé par le mécontentement face à la mauvaise gestion de l'économie par le gouvernement ainsi que par la colère suscitée par l'implication du Zimbabwe dans une guerre qui faisait rage en République démocratique du Congo.
Lors de leur arrestation, les deux journalistes de The Standard sont accusés d'avoir publié une "fausse déclaration susceptible de provoquer la peur, l'alarme ou le découragement" en vertu de l'article 50(2)(a) de la loi sur l'ordre public. Après avoir été libérés sous caution par la Magistrates Court, les deux hommes portent l'affaire devant la Cour suprême du Zimbabwe, affirmant que leurs droits à la liberté d'expression sont violés en vertu de l'article 18 de la Constitution zimbabwéenne de 1980. En fin de compte, la Cour suprême tranche en faveur des plaignants, affirmant que la publication de "fausses nouvelles" est trop large et vague. Le tribunal souligne que: "Presque tout ce qui est digne d'intérêt est susceptible de provoquer, dans une certaine mesure au moins, chez une partie du public ou une seule personne, l'une ou l'autre de ces émotions subjectives" . Le juge en chef Anthony Gubbay (en) rend le jugement majoritaire de l'ensemble des juges.
Cette affaire demeure importante en raison du précédent quelque peu contraignant qu'elle établit dans le domaine de la protection de la liberté d'expression. Malgré cette décision, le gouvernement du Zimbabwe promulgue l'article 80 de l'AIPPA deux ans plus tard. Le régime de Robert Mugabe adopte cette loi qui interdit aux journalistes de publier de fausses informations censées menacer les intérêts de l'État. Quelques mois après la promulgation de cette décision, elle est utilisée contre de nombreux journalistes, dont Andrew Meldrum.

## Juges
Le juge en chef (en) est Luke Malaba (en) depuis le 27 mars 2017. Le juge en chef et les juges puînés, classés par ordre d'ancienneté, sont :
| Juge                                       | Assermenté        | Nomination         | Ref.   |
| ------------------------------------------ | ----------------- | ------------------ | ------ |
| Luke Malaba ( juge en chef )               | 27 March 2017     | Robert Mugabe      |        |
| Elizabeth Gwaunza ( juge en chef adjoint ) | 2002              | Robert Mugabe      |        |
| Antonia Guvava                             | Novembre 2013     | Robert Mugabe      |        |
| Chinembiri Bhunu                           | 16 septembre 2015 | Robert Mugabe      |        |
| Susan Mavangira                            | 16 septembre 2015 | Robert Mugabe      |        |
| Tendai Uchena                              | 16 septembre 2015 | Robert Mugabe      |        |
| Lavender Makoni                            | 11 mai 2018       | Emmerson Mnangagwa | [ 11 ] |
| Charles Hungwe                             | 30 June 2019      | Emmerson Mnangagwa | [ 12 ] |
| Nicholas Mathonsi                          | 30 June 2019      | Emmerson Mnangagwa | [ 12 ] |
| Felistus Chatukuta                         | 3 June 2021       | Emmerson Mnangagwa | [ 13 ] |
| Alfas Chitakunye                           | 3 June 2021       | Emmerson Mnangagwa | [ 13 ] |
| George Chiweshe                            | 3 June 2021       | Emmerson Mnangagwa | [ 13 ] |
| Samuel Kudya                               | 3 June 2021       | Emmerson Mnangagwa | [ 13 ] |
| Joseph Musakwa                             | 3 June 2021       | Emmerson Mnangagwa | [ 13 ] |
| Hlekani Mwayera                            | 3 June 2021       | Emmerson Mnangagwa | [ 13 ] |